# Poblado C-31 Uno
Poblado C-31 Uno es una localidad del municipio de Huimanguillo ubicado en la subregión de la Chontalpa del estado mexicano de Tabasco.

## Geografía
La localidad de Poblado C-31 Uno se sitúa en las coordenadas geográficas 17°57′56″N 93°25′13″O / 17.965556, -93.420278, a una elevación de 15 metros sobre el nivel del mar.

## Demografía
Según el Conteo de Población y Vivienda 2020, efectuado por el Instituto Nacional de Estadística y Geografía, la localidad de Poblado C-31 Uno tiene 166 habitantes, de los cuales 84 son del sexo masculino y 82 del sexo femenino. Su tasa de fecundidad es de 3.36 hijos por mujer y tiene 45 viviendas particulares habitadas.
| Gráfica de evolución demográfica de Poblado C-31 Uno entre 2000 y 2020 |
|                                                                        |
| INEGI.                                                                 |